# Classe Protecteur
Le due Navi da rifornimento (AOR) della classe Protecteur furono utilizzate dalla Royal Canadian Navy per rifornire in mare le navi della flotta di cibo, munizioni, carburante e pezzi di ricambio. Avevano strutture mediche e dentistiche più sofisticate rispetto più piccole alle navi da guerra. Entrate in servizio a partire dal 1969, l'ultima nave della classe è stata radiata nel 2016.

## Storia

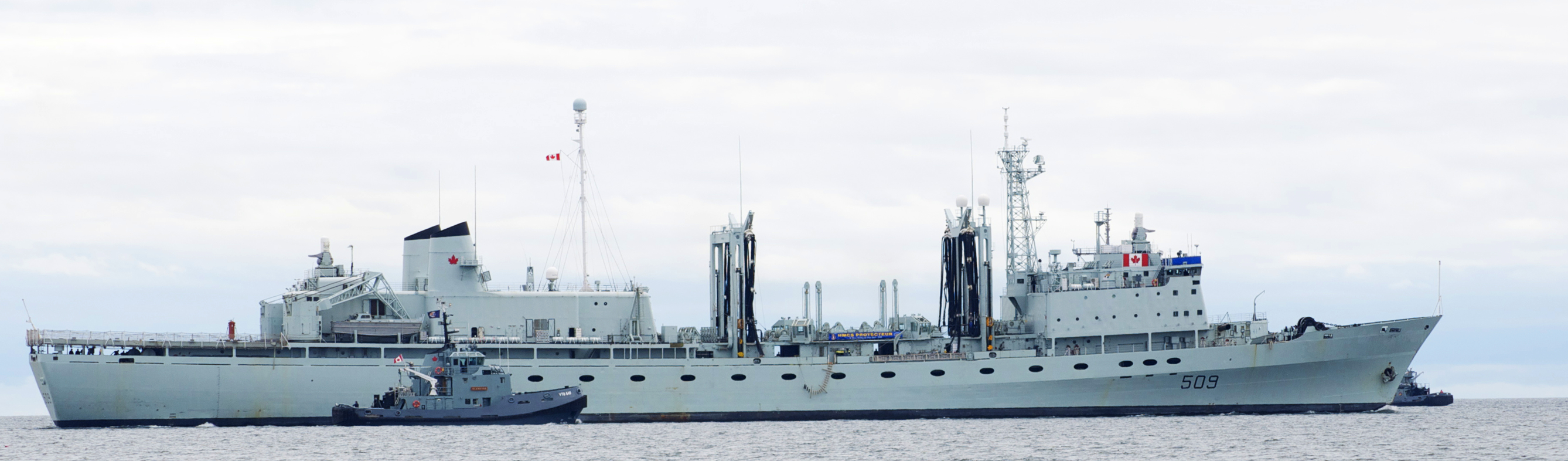
La Protecteur, notare l'assenza dell'impianto prodiero binato Mk.33 per cannoni da 76/50.

La Protecteur nel 1991 durante l'Operazione Friction (Operazione Desert Storm).

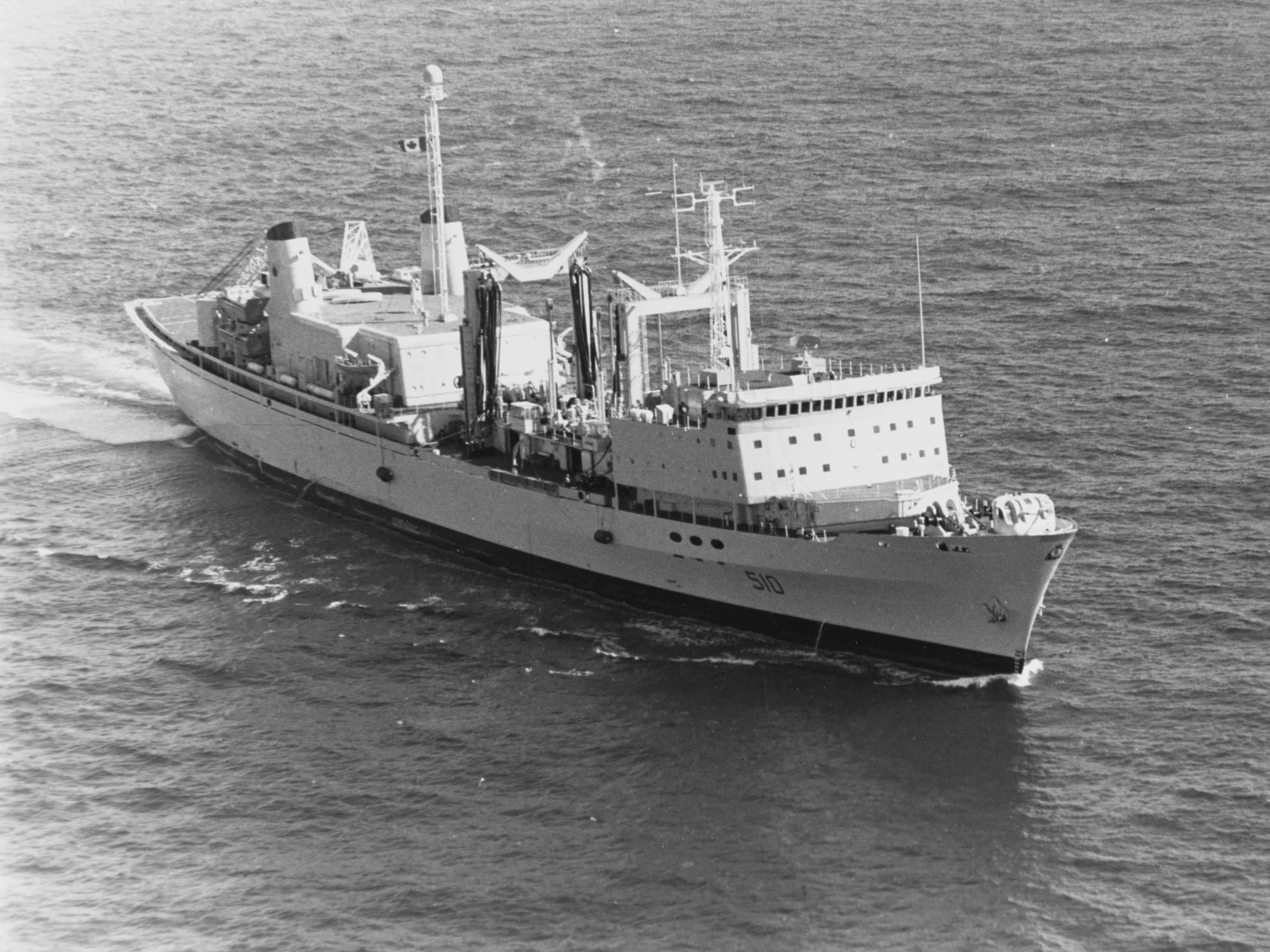
La Preserver in navigazione nell'Oceano Atlantico nel 1978.

La Royal Canadian Navy pianificò l'integrazione del rifornitore di squadra AOR 508 Provider con due nuove unità di tipo migliorato, designate Classe Protecteur. Queste unità dislocavano 24.700 tonnellate, erano lunghe 171,9 m (564 piedi 0 pollici),  larghe 23,2 m (76 piedi 1 pollici) e avevano un pescaggio di 9,1 m. L'apparato propulsivo verteva su due caldaie Babcock & Wilcox, che alimentavano una unica turbina a vapore a ingranaggi General Electric. La potenza fornita era di 21.000 CV su un asse, e la nave raggiungeva una velocità massima di 20 nodi. L'autonomia a 20 nodi era pari a 4.100 miglia nautiche (7.600 km; 4.700 mi), ma poteva essere aumentata fino a 7.500 nmi (13.900 km; 8.600 mi) alla velocità di 11,5 nodi (21,3 km /h; 13,2 mph).
Le navi classe Protecteur potevano navigare in sicurezza fino a 10,1 m (33 piedi 2 pollici) di acqua.
L'equipaggio era di trecentosessantacinque uomini e donne, inclusi 27 ufficiali, e 45 appartenenti al servizio aereo che operavano in supporto ai tre elicotteri medi Sikorsky CH-124 Sea King imbarcati. La possibilità di carico prevista era pari a 14.590 t di carburante, 400 t di carburante avio, 1.048 t di carico secco e 1.250 t di munizioni. La difesa delle unità era assicurata da un impianto binato a d.s. Mk.33 cal. 76/50, due sistemi CIWS General Electric Mk.15 Vulcan Phalanx a 6 canne rotanti cal. 20/76, due lanciatori per chaff/flares BAE Systems Mark 36 SRBOC, un sistema antisiluro rimorchiabile AN/SLQ-25 Nixie.
La dotazione elettronica comprendeva un radar di navigazione Decca TM969, 1 radar di navigazione Sperry Mk.2, 1 sistema di radionavigazione TACAN (TACtical Air Navigation) URN-20, 1 sonar di scafo SQS-505, 1 radar di scoperta navale SPS-502, 1 sistema ESM con rivelatore SLQ-504, 1 sistema di combattimento ADLIPS, 1 sistema di comunicazione satellitare SATCOMM WSC-3 (V).
Le unità disponevano di quattro stazioni per il rifornimento in mare, un elevatore dietro la plancia, due gru con capacità di sollevamento di 15 tonnellate, e un ampio hangar per elicotteri e di un ponte di volo poppiero. Protecteur e Preserver potevano partecipare a limitate operazioni di trasporto anfibio, disponendo di uno spazio sufficiente al trasporto di 50 incursori. Inoltre ogni nave trasporta quattro mezzi da sbarco per veicoli e personale LCVP (Landing Craft Vehicle and Personnel).

## Impiego operativo
Costruite entrambi presso il cantiere navale Saint John Shipbuilding, la prima unità della classe AOR-509 Protecteur e stava varata il 18 luglio 1968, ed è entrata in servizio il 30 agosto 1969, mentre la AOR-510 Preserver fu varata il 30 luglio 1970 ed entrò in servizio il 7 agosto dello stesso anno.
Il 19 settembre 2014, il vice ammiraglio Mark Norman della Royal Canadian Navy ha annunciato il ritiro dei rifornitori di squadra Protecteur e Preserver, insieme ai cacciatorpediniere della classe Iroquois, HMCS roquois e HMCS Algonquin. Nonostante l'usura generale, il Protecteur fu coinvolto in un gravissimo incendio in sala macchine nel febbraio 2014 e più recentemente vennero rilevati problemi di corrosione allo scafo sul Preserver. Il 27 novembre 2015, Protecteur e Algonquin vennero vendute a RJ MacIsaac Ltd. di Antigonish, Nuova Scozia per essere demoliti. Rimorchiati a Liverpool, in Nuova Scozia, dove le navi avrebbero dovuto essere demolite. Il Preserver è stato radiato il 21 ottobre 2016.
I piani per la sostituzione della unità di questa classe vennero approvati per la prima volta nel 2004. La mancanza di pezzi di ricambio per le caldaie e il fatto che la classe Protecteur sia costituita da petroliere monoscafo furono i principali punti di forza per la pianificazione della sostituzione delle due unità della classe.

## Unità
| N°      | Nome       | Varo             | Ingresso in servizio | Disarmo        | Base navale di stanza | Note                               |
| ------- | ---------- | ---------------- | -------------------- | -------------- | --------------------- | ---------------------------------- |
| AOR-509 | Protecteur | 16 dicembre 1966 | 18 luglio 1968       | 30 agosto 1969 | 14 maggio 2015        | CFB Esquimalt, Columbia Britannica |
| AOR-510 | Preserver  | 17 ottobre 1967  | 30 luglio 1970       | 7 agosto 1970  | 21 ottobre 2016       | CFB Halifax, Nuova Scozia          |

### Fonti
1. 1 2 3 4 5  (EN) Ship's Characteristics, su navy.forces.gc.ca, 2 giugno 2013. URL consultato il 29 novembre 2013 (archiviato dall'url originale il 7 giugno 2013).
2. ↑  Canadian Shipping and Marine Engineering 1971, p. 223.
3. ↑  Jane's Defence Weekly 1992, p. 170.
4. ↑  (EN) Tim Colton, Shipbuilding History: Saint John Shipbuilding, su shipbuildinghistory.com, 12 agosto 2011. URL consultato il 29 novembre 2013 (archiviato dall'url originale il 4 dicembre 2013).
5. ↑   The Insignia and Lineages of the Canadian Forces (PDF), 2 , Part 1, Canadian Forces Heritage Publication, 8 gennaio 2001,  pp. 2–81–2–82. URL consultato il 29 novembre 2013 (archiviato dall'url originale il 17 ottobre 2013).
6. ↑  Wertheim 2007, p. 82.
7. ↑  (EN) Rachel Ward, Former HMCS Protecteur towed from Esquimalt, will bring jobs to Liverpool, su cbc.ca, 26 febbraio 2016. URL consultato il 27 febbraio 2016.
8. ↑  (EN) Katherine Dedyna, Two CFB Esquimalt ships going on long journey to be demolished, su Times Colonist, 14 gennaio 2016. URL consultato il 18 gennaio 2016.
9. ↑  (EN) Michael MacDonald, Last of Royal Canadian Navy's supply ships to be retired, su The Canadian Press, 21 ottobre 2016. URL consultato il 21 ottobre 2016.
10. ↑  (EN) SeaWaves Today in History (TXT), Shirlaw News Group, 23 marzo 2009, ISSN 1710-6966 (WC · ACNP), OCLC 77076813. URL consultato l'8 dicembre 2013 (archiviato dall'url originale il 21 ottobre 2013).
11. ↑  (EN) Murray Brewster, Tories scuttle replacement plan for obsolete navy supply ships, su The Guelph Mercury, Metroland Media Group, 25 agosto 2008,  p. A6. URL consultato il 29 novembre 2013 (archiviato dall'url originale il 3 dicembre 2013).